# Gemeinschaft evangelischer Soldaten
Die Gemeinschaft Evangelischer Soldatinnen und Soldaten (GES) ist ein offener Zusammenschluss von militärischen und zivilen Angehörigen der Bundeswehr.

## Zweck
Kernzweck ist die Stärkung christlicher Wertvorstellungen mit Hilfe der Militärseelsorge im kameradschaftlichen Miteinander in der Bundeswehr. Die GES betrachtet sich als zusätzliches Laienelement in der evangelischen Militärseelsorge. Es werden keine Mitgliedsbeiträge erhoben. Derzeit zeigt die Gemeinschaft keine erkennbaren Aktivitäten. Die Webseite ist nicht erreichbar.

## Geschichte
Initiator der Gemeinschaft war der Leitende Militärdekan Dr. Heinz Zimmermann-Stock, der sie Mitte 2005 auch als Pendant zur katholischen Gemeinschaft ins Leben rief, erster Vorsitzender war Oberst Helmut Geier. Die erste ordentliche Vollversammlung fand am 15. Februar 2006 im Unteroffizierheim der Feldwebel-Schmid-Kaserne in Rendsburg statt, hier übernahm Oberst Klaus Kuhlen den Vorsitz. Dabei wurde die Satzung einstimmig verabschiedet. Die Gemeinschaft hatte im November 2009 400 Mitglieder beiderlei Geschlechts. Im weiteren Verlauf wurde die Gemeinschaft von Stabsfeldwebel Ralf Siegmann als geschäftsführenden Vorsitzenden geleitet. Seit Neuwahlen im April 2011 ist Brigadegeneral Reinhard Wolski Vorsitzender.